# Michèle Paris
Michèle Paris, née à Malo-les-Bains le 27 janvier 1950, est considérée comme la première « adulte-prodige » du piano classique,,. Elle est par ailleurs professeur de lettres modernes.

## Biographie
Ancienne élève de l'École normale supérieure de Lyon, professeure agrégée de lettres modernes, titulaire de deux DEA, en philosophie éthique et histoire socio-culturelle, Michèle Paris enseigne à la Maison d'éducation de la Légion d'honneur de Saint-Denis de 1977 à 2008 puis au lycée général d'État Auguste Brizeux de Quimper.
Au cours de ses études, dans les années 1970, elle décide d'entreprendre des études musicales et d'apprendre à jouer du piano. Après quelques tentatives infructueuses, elle rencontre le pianiste et pédagogue Michel Sogny en 1976. Elle commence avec lui un apprentissage au moyen de la méthode de piano qu'il enseigne dans son école à Paris,.
Après quatre années d'études de cet instrument, elle donne son premier concert public au Théâtre des Champs-Élysées le 6 mai 1980,. La presse témoigne alors de l'événement par de nombreux articles,,.
Michèle Paris est invitée à de nombreuses émissions de radio et télévision pour témoigner de son expérience. Philippe Bouvard la qualifie d'« adulte prodige » après l'avoir reçue dans son émission,. Elle participe aussi, invitée par le pianiste Alexis Weissenberg, à l'émission télévisée d'Hélène Vida L'Invité du jeudi en avril 1980. À propos de sa participation à l'émission, Xavier Lacavalerie déclare : « cette jeune femme (...) est un cas unique (...) dans les annales de la musique : elle est la première à avoir appris le piano en étant adulte et à atteindre le stade de virtuose. »
Un second récital au Théâtre des Champs-Élysées a lieu en 1981 en présence du Grand Chancelier de la Légion d'honneur le général Alain de Boissieu.  Elle participe le 26 mai 1984 à un concert où elle est invitée par le pianiste György Cziffra à la Fondation Cziffra à Senlis. En 1986 une tournée aux Etats-Unis suit.
Son parcours musical est relaté par Michel Sogny dans son livre L'Adulte prodige paru en 2013 aux éditions France-Empire.

## Distinctions
- Médaille de la Paix de l'ONU à New York le 23 octobre 1986 avec Michel Sogny[20],[21]
- Médaille d'Honneur de la Société d'encouragement des arts et lettres en 1992
- Chevalier de l'Ordre national du Mérite décerné par le Grand chancelier de la Légion d'honneur le général Jean-Pierre Kelche.(décret du 16 mai 2008)
- Commandeur dans l'Ordre des Palmes académiques décerné par le Haut Commissaire de la République Jean-Jacques Brot (décret du 1er février 2013[21]).